# (67) Àsia
Asia és l'asteroide núm. 67 de la sèrie. Fou descobert a Madràs per en Norman Robert Pogson (1829-91) el 17 d'abril del 1861. És un asteroide brillant del cinturó principal. El seu nom es deu a Àsia, una tità de la mitologia grega, però també al continent, ja que fou el primer asteroide descobert des d'Àsia.